# Jour de l'Indépendance
Pour le film, voir Jour d'indépendance.
Le jour de l’indépendance ou fête de l'indépendance est le jour commémorant l'obtention ou la déclaration d'indépendance d'une nation. C'est généralement une fête nationale ou au moins un jour férié.

## Liste des pays célébrant une fête de l'indépendance
| Pays                             | Date                          | Année | Nom local                                                               | Type           |
| -------------------------------- | ----------------------------- | ----- | ----------------------------------------------------------------------- | -------------- |
| Brunei                           | 1er janvier                   | 1984  | Independence Day                                                        |                |
| Sri Lanka                        | 4 février                     | 1948  | Independence Day                                                        |                |
| Haïti                            | 1er janvier                   | 1804  | Jour de l’indépendance                                                  | Fête nationale |
| Pologne                          | 11 novembre                   | 1918  | Jour de l’indépendance                                                  | Fête nationale |
| Maroc                            | 18 novembre                   | 1956  | Watiqat al Istiqlal (Manifeste de l'indépendance)                       |                |
| Bangladesh                       | 26 mars                       | 1971  |                                                                         | Fête nationale |
| Paraguay                         | 14 mai                        | 1811  |                                                                         |                |
| Israël                           | 5 et 6 Iyar (7-8 mai en 2008) | 1948  | Yom Haʿatzmaout, יום העצמאות                                            | Fête nationale |
| Géorgie                          | 26 mai                        | 1991  |                                                                         | Fête nationale |
| Azerbaïdjan                      | 28 mai                        | 1918  | Müstəqillik Günü                                                        |                |
| Russie                           | 12 juin                       | 1991  |                                                                         | Fête nationale |
| Madagascar                       | 26 juin                       | 1960  |                                                                         |                |
| République démocratique du Congo | 30 juin                       | 1960  | Jour de l’indépendance                                                  | Fête nationale |
| Biélorussie                      | 3 juillet                     | 1944  |                                                                         | Fête nationale |
| États-Unis                       | 4 juillet                     | 1776  | Independence Day                                                        |                |
| Algérie                          | 5 juillet                     | 1962  | Fête de l'Indépendance (عيد الاستقلال)                                  |                |
| Argentine                        | 9 juillet                     | 1816  | Jour de l'Indépendance                                                  |                |
| Bahamas                          | 10 juillet                    | 1973  |                                                                         | Fête nationale |
| Tunisie                          | 20 mars                       | 1956  | عيد الاستقلال                                                           |                |
| République centrafricaine        | 13 août                       | 1960  |                                                                         |                |
| Pakistan                         | 14 août                       | 1947  | Jour de l'Indépendance یوم آزادی                                        | Fête nationale |
| Inde                             | 15 août                       | 1947  | Independence Day                                                        |                |
| République du Congo              | 15 août                       | 1960  |                                                                         | Fête nationale |
| Indonésie                        | 17 août                       | 1945  | Hari Proklamasi Kemerdekaan (Jour de la proclamation de l'indépendance) | Fête nationale |
| Afghanistan                      | 19 août                       | 1919  |                                                                         | Fête nationale |
| Ukraine                          | 24 août                       | 1991  | Jour de l'Indépendance (День Незалежності України)                      | Fête nationale |
| Brésil                           | 7 septembre                   | 1822  | Sete de Setembro - Dia da Independência                                 | Fête nationale |
| Arménie                          | 21 septembre                  | 1991  |                                                                         | Fête nationale |
| Nicaragua                        | 1er octobre                   | 1960  |                                                                         | Fête nationale |
| Guinée                           | 2 octobre                     | 1958  |                                                                         | Fête nationale |
| Antigua-et-Barbuda               | 1er novembre                  | 1981  |                                                                         |                |
| Angola                           | 11 novembre                   | 1975  |                                                                         | Fête nationale |
| Liban                            | 22 novembre                   | 1943  |                                                                         | Fête nationale |
| Albanie                          | 28 novembre                   | 1912  | Dita e Pavarësisë                                                       | Fête nationale |
| Barbade                          | 30 novembre                   | 1966  |                                                                         |                |
| Portugal                         | 1er décembre                  | 1640  | Restauração da Independência                                            |                |
| Finlande                         | 6 décembre                    | 1957  | itsenäisyyspäivä                                                        |                |
| Bahreïn                          | 16 décembre                   | 1971  | اليوم الوطني                                                            | Fête nationale |
| Timor oriental                   | 28 novembre                   | 1975  | Dia da Proclamação da Independência                                     | Fête nationale |
| Togo                             | 27 avril                      | 1960  | Jour de l'indépendance                                                  | Fête nationale |